# Istanbul Airport

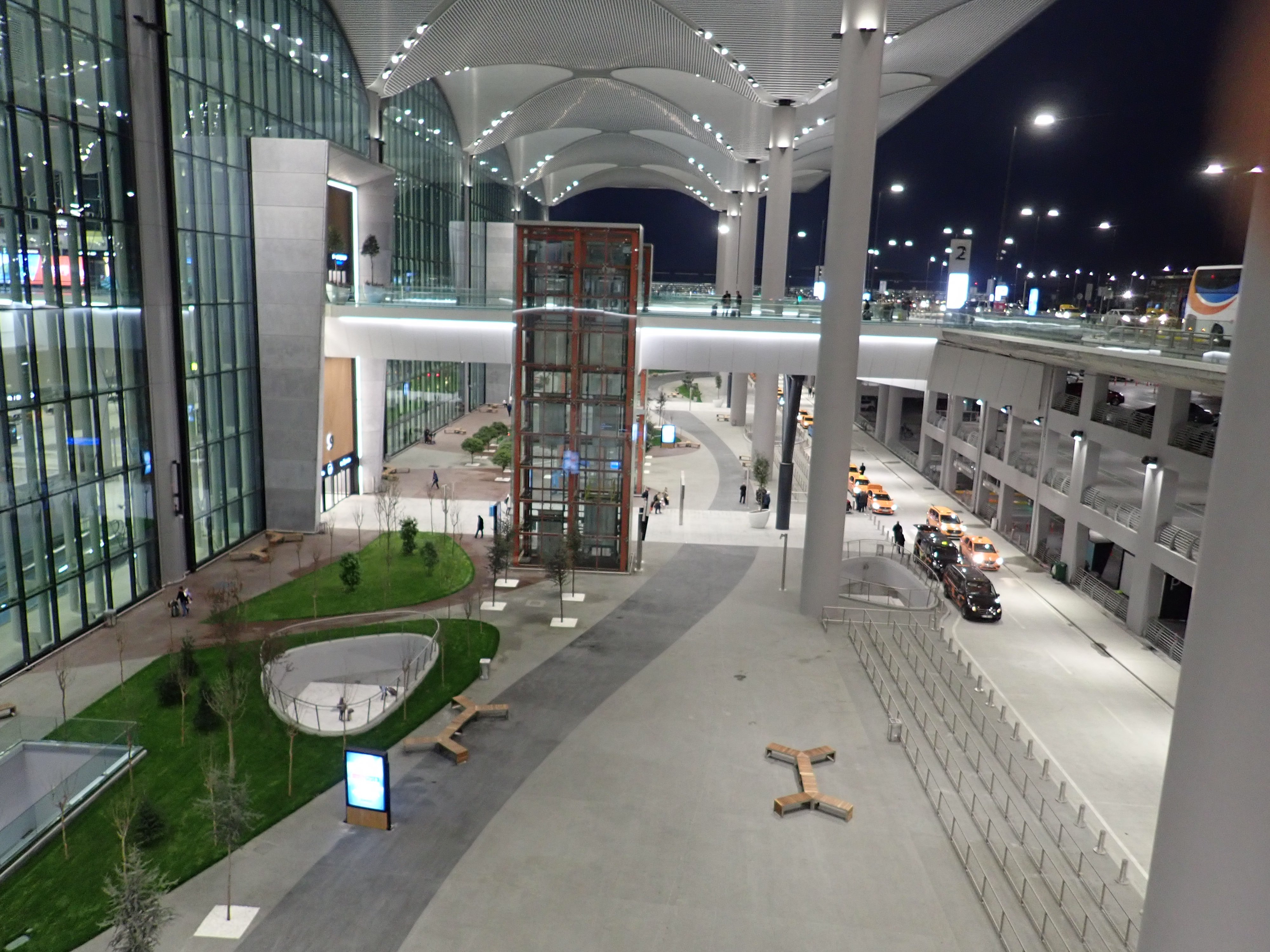
Toegang tot terminalgebouw Istanbul Airport

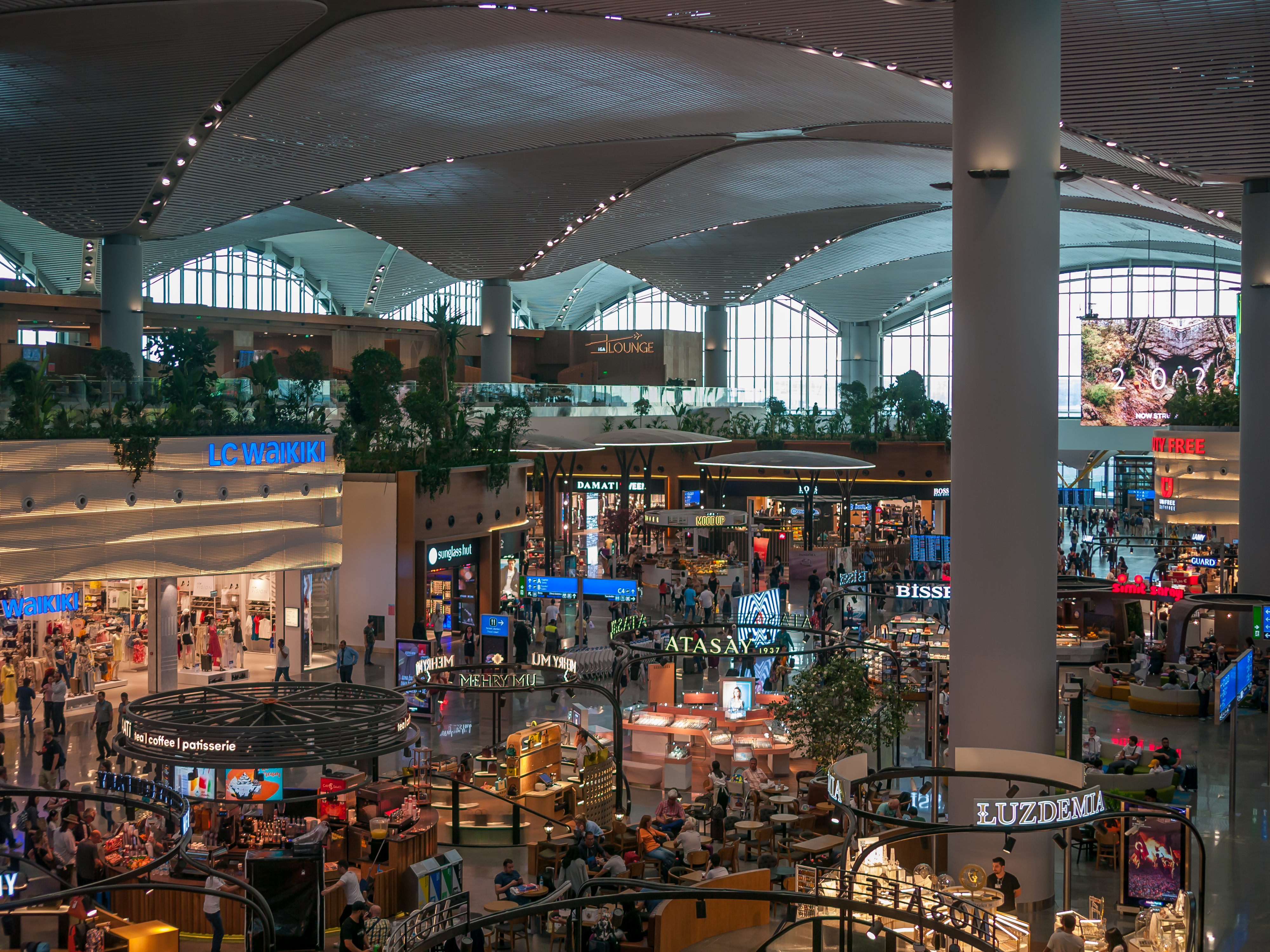
Shopping zone in terminalgebouw

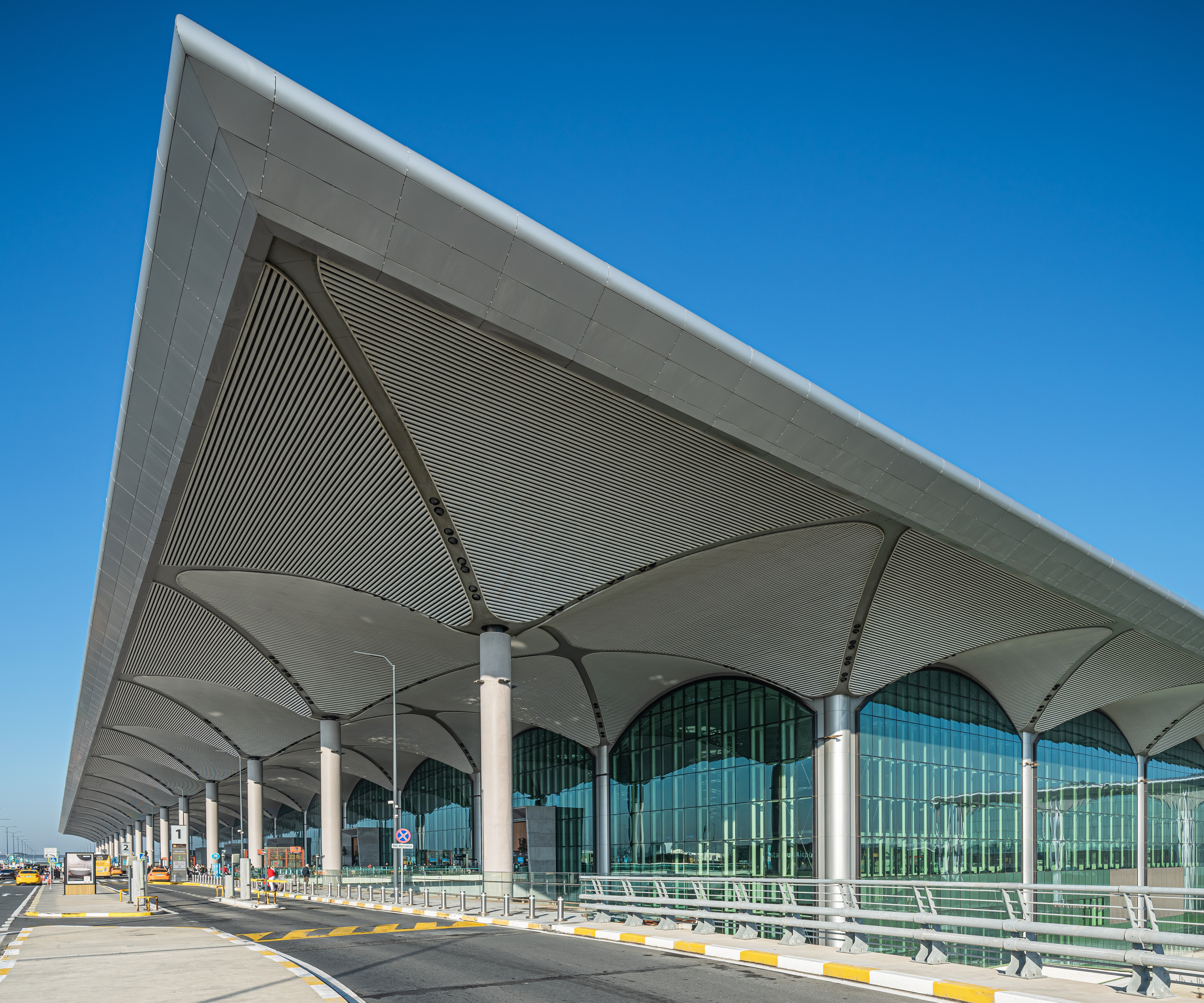
Terminalgebouw van Istanbul Airport

Istanbul Airport (Turks: İstanbul Havalimanı), is een vliegveld op zo'n 35 km ten noordwesten van de Turkse stad Istanbul. Het vliegveld bevindt zich in het Europees deel van het land, aan de kustlijn van de Zwarte Zee. De luchthaven is de thuisbasis van Turkish Airlines.
De luchthaven opende officieel op 29 oktober 2018, op Republiekdag, en dat jaar de vijfennegentigste verjaardag van de stichting van de Republiek Turkije door Mustafa Kemal Atatürk in 1923.
De luchthaven had reeds bij opening een capaciteit van 90 miljoen passagiers per jaar, maar wordt verder uitgebreid met twee bijkomende fases van de bouw tot een totale capaciteit van 150 tot 200 miljoen passagiers per jaar. Bij opening op 29 oktober 2018 werden slechts een aantal binnenlandse vluchten, naast vluchten naar Azerbeidzjan en Noord-Cyprus, vanaf deze luchthaven uitgevoerd. Zo vlogen de eerste vier maanden slechts een tiental vluchten per dag naar de luchthaven.
Op 6 april 2019 zijn alle passagiersvluchten van Turkish Airlines van de luchthaven Istanbul Atatürk naar de nieuwe luchthaven verplaatst. In de eerste elf maanden van het eerste volledig jaar dat de luchthaven geopend was, met beperkte vluchten tot 6 april, maakten al 47.297.757 passagiers gebruik van de luchthaven. Daarvan meer dan 75% internationale passagiers.
De luchthaven heeft de naam Istanbul Airport gekregen. Als IATA-luchthavencode werd van 29 oktober 2018 tot 6 april 2019 de code ISL gebruikt. Daarna nam de luchthaven de vertrouwde IST IATA-code over van de oude Atatürk-luchthaven die dan tot zijn sluiting verder de ISL code zal gebruiken. Eerst was deze overgang voorzien in de nacht van 30 november op 1 december 2018, toen werd naar 1 maart 2019 vooruitgeschoven, uiteindelijk werd het 6 april 2019 tussen 2 uur 's nachts en 14 uur 's middags, een venster van 12 uur waarin beide betrokken luchthavens gesloten waren.

## Geschiedenis
Istanbul Airport moest de nijpende capaciteitsproblemen van de twee andere luchthavens van de stad aanpakken. De oudste en voormalig grootste luchthaven van de stad, de luchthaven Istanbul Atatürk is ingesloten tussen bebouwing waardoor uitbreiding met onder meer een bijkomende landingsbaan onmogelijk was. Na opening van de luchthaven blijft de oude luchthaven Istanbul Atatürk voorlopig in gebruik voor vrachtvluchten en VIP-vluchten.

## Bouw
De bouw werd op 3 mei 2013 voor € 22 miljard gegund, en werd op 1 mei 2015 gestart. Een eerste fase was gepland om in februari 2018 operationeel te worden. In maart 2017, met 40% van de constructiewerken afgerond, werd een bijgestelde openingsdatum van 29 oktober 2018 voorgesteld. Nadat er tijdens de bouw vertraging werd opgelopen, werd de aangekondigde opening driemaal uitgesteld waarna de opening op 6 april 2019 heeft plaatsgevonden.

### Fases
De bouw bestaat uit 5 verschillende fases.
- Fase 1A : De eerste fase werd in 2018 opgedeeld in twee deelfases: fase 1A (opgeleverd 29 oktober) en 1B (oplevering in april 2020). Fase 1A omvat onder andere het ecologisch groene terminalgebouw. Met een oppervlakte van 1,44 miljoen vierkante meter is het de grootste terminal ter wereld onder één dak na terminal 3 van Dubai International Airport (1,71 miljoen vierkante meter).[8] Daarnaast is in fase 1A ook twee van de in totaal zes startbanen, plus de bijbehorende taxibanen en het platform opgeleverd. De verkeerstoren is ook opgeleverd op 29 oktober 2018.
- Fase 1B: Een deel van deze fase is de zogenoemde "Cargo-city" voor Turkish Cargo, vijf hangars voor de Turkish Technic en de keuken van de cateringmaatschappij Do & Co is op 22 januari 2019 opgeleverd. Evenals het hotel met 451 kamers dat wordt geëxploiteerd door YOTEL is op 5 april geopend.[9][10] In 2020 is ook de derde landingsbaan en andere faciliteiten van Turkish Airlines in gebruik genomen.[11] Met de voltooiing van metrolijn M11 naar de luchthaven is fase 1B in 2023 voltooid.
- Fase 2: Istanbul Airport City met het nieuwe operationele centrum van Turkish Airlines is opgeleverd in de tweede fase in 2023.[12]
- Fase 3: In de derde fase wordt de luchthaven uitgebreid met een vierde landingsbaan een tweede terminal. Terminal 2 wordt kleiner dan terminal 1 en heeft slechts vier pieren. Een onderdeel van deze fase zijn extra hangars en andere onderhoudsfaciliteiten.[13] Als alles volgens plan verloopt, wordt deze uitbreiding in 2026 voltooid.[14]
- Fase 4: In de vierde en voorlopig laatste fase worden de vijfde en zesde landingsbaan aangelegd en kan de luchthaven tot 200 miljoen passagiers vervoeren, waardoor het een van de grootste luchthavens ter wereld behoort.

Nadat alle fases van de bouw gereed zijn is de luchthaven met 76,5 km² een van de grootste luchthavens ter wereld. Hiermee zou de luchthaven in grootte enkel door de Saoedische King Fahd International Airport in Damman en drie Amerikaanse luchthavens overtroffen worden.

## Verkeerstoren
De bouw van de 90 meter hoge en 17 verdieping tellende luchtverkeersleidingstoren is gestart in oktober 2016 en is opgeleverd op 29 oktober 2018. Ontwerp van de verkeerstoren is in handen van architectenbureaus pininfarina en AECOM. De verkeerstoren is geïnspireerd op de tulp en heeft in 2016 de International Architecture Award gewonnen.

## Statistieken
Vanwege een beveiligingsprobleem met de MediaWiki Graph-software is het momenteel niet mogelijk deze grafiek weer te geven. Zodra de software is bijgewerkt zal de grafiek vanzelf weer zichtbaar worden.

## Bereikbaarheid
Ontsluiting van de luchthaven gebeurt via de O-6, de Noordelijke Marmarasnelweg, een deels in aanleg zijnde snelweg die de luchthaven met Istanbul verbindt en over de in 2016 geopende Yavuz Sultan Selimbrug loopt. De luchthaven heeft een spoorwegstation ontsloten door een hogesnelheidsverbinding. Deze verbinding verloopt via de Yavuz Sultan Selimbrug naar luchthaven Sabiha Gökçen. Vanuit daar zal de hogesnelheidsverbinding worden geïntegreerd met het bestaande spoornetwerk via treinstation Gebze.
De metrolijn M11 Istanbul Havalimanı (Airport)–Gayrettepe verbindt Istanbul Airport via station Kâğıthane met de metrolijn M7 Yıldız–Mahmutbey. Bij de eerste plannen werd aangekondigd dat de metrolijn eind 2019 open zou gaan. Vervolgens werd dit uitgesteld tot april 2021. Uiteindelijk opende metrolijn M11 op 22 januari 2023.
Openbaarvervoerbedrijf İETT en het particuliere HAVAİST verzorgen busvervoer van en naar Istanbul Airport. İETT rijdt met de buslijnen H-1, H-2, H-3, H-6 en H-8 naar Istanbul Airport terwijl HAVAİST met de overige lijnen rijdt. Voor beide busmaatschappijen moet gebruik worden gemaakt van een dagpas uit de ticketautomaten of een İstanbulkart.